# العلاقات الإستونية الأيرلندية
العلاقات الإستونية الأيرلندية هي العلاقات الثنائية التي تجمع بين إستونيا وجمهورية أيرلندا.

## مقارنة بين البلدين
هذه مقارنة عامة ومرجعية للدولتين:
| وجه المقارنة                                              | إستونيا                                                                             | جمهورية أيرلندا                                       |
| --------------------------------------------------------- | ----------------------------------------------------------------------------------- | ----------------------------------------------------- |
| المساحة (كم2)                                             | 45.34 ألف                                                                           | 70.27 ألف                                             |
| عدد السكان (نسمة)                                         | 1.32 مليون                                                                          | 4.76 مليون                                            |
| الكثافة السكانية (ن./كم²)                                 | 29.11                                                                               | 67.74                                                 |
| العاصمة                                                   | تالين                                                                               | دبلن                                                  |
| اللغة الرسمية                                             | اللغة الإستونية                                                                     | اللغة الأيرلندية، لغة إنجليزية، الإنجليزية الأيرلندية |
| العملة                                                    | يورو، كرون إستوني، كرون إستوني، المارك الإستوني                                     | جنيه أيرلندي، يورو، عملات اليورو الأيرلندية           |
| الناتج المحلي الإجمالي (بليون دولار)                      | 25.92 مليار                                                                         | 333.73 مليار                                          |
| الناتج المحلي الإجمالي (تعادل القوة الشرائية) بليون دولار | 38.11 مليار                                                                         | 318.16 مليار                                          |
| الناتج المحلي الإجمالي الاسمي للفرد دولار أمريكي          | 17.79 ألف                                                                           | 61.13 ألف                                             |
| الناتج المحلي الإجمالي للفرد دولار أمريكي                 | 28.14 ألف                                                                           |                                                       |
| مؤشر التنمية البشرية                                      | 0.871                                                                               | 0.916                                                 |
| رمز المكالمات الدولي                                      | +372                                                                                | +353                                                  |
| رمز الإنترنت                                              | .ee                                                                                 | .ie                                                   |
| المنطقة الزمنية                                           | ت ع م+02:00، ت ع م+03:00، توقيت شرق أوروبا، أوروبا/تالين ‏، توقيت شرق أوروبا الصيفي ‏ | 00، ت ع م+01:00، أوروبا/دبلن ‏                         |

## منظمات دولية مشتركة
يشترك البلدان في عضوية مجموعة من المنظمات الدولية، منها:
| علم المنظمة | اسم المنظمة                               | تاريخ انضمام إستونيا | تاريخ انضمام جمهورية أيرلندا |
| ----------- | ----------------------------------------- | -------------------- | ---------------------------- |
|             | الاتحاد الأوروبي                          | 1 مايو 2004          | 1973                         |
|             | وكالة ضمان الاستثمار متعدد الأطراف        | 24 سبتمبر 1992       | 27 أكتوبر 1989               |
|             | منظمة التعاون الاقتصادي والتنمية          | ?                    | ?                            |
|             | الأمم المتحدة                             | 17 سبتمبر 1991       | 14 ديسمبر 1955               |
|             | الوكالة الدولية للطاقة                    | ?                    | ?                            |
|             | الفريق المعني برصد الأرض                  | ?                    | ?                            |
|             | Nordic Battlegroup ‏                       | ?                    | ?                            |
|             | منظمة حظر الأسلحة الكيميائية              | ?                    | ?                            |
|             | منظمة التجارة العالمية                    | ?                    | ?                            |
|             | منظمة الشرطة الجنائية الدولية             | ?                    | ?                            |
|             | منظمة الأمن والتعاون في أوروبا            | 10 سبتمبر 1991       | 25 يونيو 1973                |
|             | مؤسسة التنمية الدولية                     | 11 أكتوبر 2008       | 22 ديسمبر 1960               |
|             | يونسكو                                    | 14 أكتوبر 1991       | 3 أكتوبر 1961                |
|             | مجلس أوروبا                               | ?                    | ?                            |
|             | الاتحاد البريدي العالمي                   | ?                    | ?                            |
|             | البنك الدولي للإنشاء والتعمير             | 23 يونيو 1992        | 8 أغسطس 1957                 |
|             | المنظمة الهيدروغرافية الدولية             | ?                    | ?                            |
|             | الاتحاد الدولي للاتصالات                  | 19 مايو 1922         | 8 ديسمبر 1923                |
|             | مؤسسة التمويل الدولية                     | 9 أغسطس 1993         | 11 سبتمبر 1958               |
|             | المنظمة الأوروبية لسلامة الملاحة الجوية   | 2015                 | 1965                         |
|             | المركز الدولي لتسوية المنازعات الاستشارية | 23 يوليو 1992        | 7 مايو 1981                  |
|             | مجموعة أستراليا                           | 2004                 | 1985                         |
|             | مجموعة الموردين النوويين                  | ?                    | ?                            |

## وصلات خارجية
- موقع وزارة الخارجية الإستونية
- موقع وزارة الخارجية الأيرلندية